# John Sealy Townsend
Sir John Sealy Edward Townsend (n. 7 iunie 1868 - d. 16 februarie 1957) a fost un fizician britanic.
Este cunoscut pentru studiile privind conducția electrică în gaze și în special referitoare la cinetica electronilor și ionilor.
A descoperit fenomenul de descărcare electrică în avalanșă și care avea să îi poarte numele.
1. 1 2  „John Sealy Townsend”, Gemeinsame Normdatei, accesat în 11 mai 2014
2. 1 2  Sir John Sealy Edward Townsend, The Peerage, accesat în 9 octombrie 2017
3. 1 2  John Sealy Edward Townsend, Hrvatska enciklopedija[*]
4. 1 2  Sir John Sealy Townsend, Encyclopædia Britannica Online, accesat în 9 octombrie 2017
5. 1 2  John Sealy Townsend, SNAC, accesat în 9 octombrie 2017
6. ↑  „John Sealy Townsend”, Gemeinsame Normdatei, accesat în 21 decembrie 2014
7. ↑  „John Sealy Townsend”, Gemeinsame Normdatei, accesat în 30 decembrie 2014
8. 1 2 3 4  The Peerage
9. ↑  Genealogia matematicienilor
10. ↑  Liste des docteurs honoris causa de l'Université de Paris de 1918 à 1933 inclus (în franceză), Annales de l'Université de Paris[*], 1934, p. 90-95